# Cichlopsis
Cichlopsis (solitaires) is een geslacht van vogels uit de familie van de lijsters (Turdidae). De wetenschappelijke naam van het geslacht is gepubliceerd in 1851 door Cabanis.

## Soorten
De volgende soort is bij het geslacht ingedeeld:
- Cichlopsis leucogenys –Roodbruine solitaire